# Gerard Hoebe
Gerard Hoebe (tevens bekend als Gerard Hoeben) (Amsterdam, 1 november 1928 - Enschede, 30 maart 2005) was een Nederlands zanger en muzikant.
Eind februari 1974 bereikte hij de derde plaats in de Nederlandse Top 40 met de carnavalskraker Maar wie holt van mekaar! (en Adam sleug Eva). In de Daverende 30 haalde het nummer de tweede plaats.
Na deze hit is hij niet meer in de schijnwerpers verschenen en verdween hij uit de showbizz. De nummers die hij na zijn grote hit schreef, flopten vrijwel allemaal.
Hoebe overleed op 76-jarige leeftijd in zijn slaap.

## Discografie
- Gerard Hoebe met koor & orkest o.l.v. Freddy Golden - Ie bint mien knuffel (Negram NY-21)
- Gerard Hoebe - Met de suukerbiete döt' gin zeer / Ie bint mien knuffel (Negram NG-490)